# Occupy Wall Street

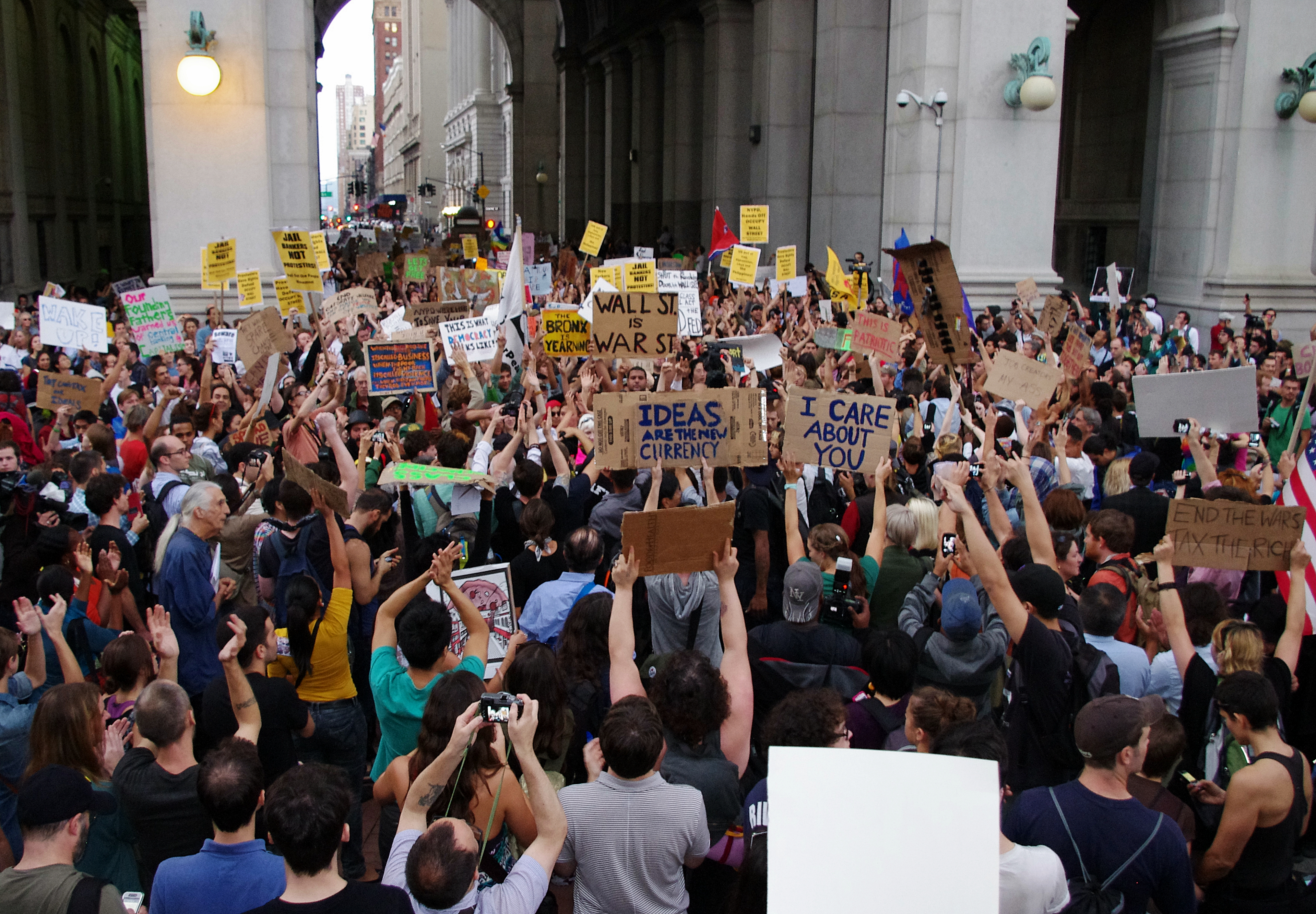
Dia 14 de les manifestacions a Wall Street en 2011

Occupy Wall Street, #OWS, o Occupy New York (en català, «Ocupem Wall Street» i «Ocupem Nova York») és un moviment social de contestació pacífica per denunciar els abusos del capitalisme financer que va començar el 17 de setembre de 2011 amb una manifestació a Wall Street, el barri de la borsa a Nova York. Durant les posteriors setmanes, centenars de manifestants van viure i dormir al parc Zuccotti del Baix Manhattan, que van prendre com a campament base d'operacions. Aquest moviment ha continuat realitzant art d'acció al carrer i es manté molt actiu a les xarxes socials virtuals. Es va inspirar en la primavera àrab, especialment les revolucions a Tunísia i a Egipte, i en el moviment 15M.
A partir de final de setembre de 2011, el moviment i les protestes es va estendre a cinquanta-dues ciutats, incloent-hi Boston, Chicago, Los Angeles, San Francisco i Portland.